# Gholson (Teksas)
Gholson je grad u američkoj saveznoj državi Teksas. Prema popisu stanovništva iz 2010. u njemu je živjelo 1.061 stanovnika.